# Miriquidica complanata
Miriquidica complanata är en lavart som först beskrevs av Körb., och fick sitt nu gällande namn av Hertel & Rambold. Miriquidica complanata ingår i släktet Miriquidica och familjen Lecanoraceae.  Arten är reproducerande i Sverige. Inga underarter finns listade i Catalogue of Life.